# Немцанов, Сергей Васильевич
Сергей Васильевич Немцанов (род. 23 января 1959, Леонидово, Сахалинская область) — советский спортсмен, прыгун в воду. Чемпион СССР (1979, вышка). Победитель юношеского первенства СССР (1974 — вышка, 1975 — трамплин). Мастер спорта СССР международного класса. Несостоявшийся невозвращенец.

## Биография
Родился 23 января 1959 года в селе Леонидово Сахалинской области, в семье военного.
Мать оставила сына на попечение бабушки, отец служил лётчиком в Венгрии, только платил за него алименты. Первоначально жил с бабушкой во Фрунзе, затем переехали в Алма-Ату, где Сергей занимался прыжками в воду в спортивном обществе «Динамо». Незадолго до Олимпиады в Монреале в составе сборной СССР выиграл престижный турнир «Канамекс» (Канада — США — Мексика).

### Участие в монреальской олимпиаде и просьба о политическом убежище
Участник Олимпийских игр 1976 года в Монреале, где выступил неудачно, заняв только 9-е место.
Во время подготовки к этим соревнованиям познакомился с 21-летней представительницей сборной США по прыжкам в воду Кэрол Линднер (англ. Carol Lindner), дочерью состоятельного владельца сети бакалейных магазинов Thriftway Inc. из Цинциннати, Огайо. В прессе распространились слухи о романтической связи между молодыми людьми, несмотря на отрицания отца девушки, Ричарда Линднера.
По окончании участия в олимпийском турнире под влиянием агентов местной иммиграционной службы Сергей Немцанов попросил политическое убежище в Канаде. Возник скандал, в результате которого отец Сергея в течение 24 часов был отозван из Венгрии, а тренер сборной Анатолий Ларюшкин стал на 10 лет «невыездным». Член исполнительного комитета Международного олимпийского комитета (МОК) Виталий Смирнов дал несколько интервью, объясняя поступок спортсмена его юным возрастом и агрессивными действиями агентов канадской иммиграционной службы. Советские власти начали политическую кампанию, получившую на Западе название «Сергей, вернись домой!» («Sergei-Come-Home» campaign). Сначала советские представители традиционно заявили, что Сергея «похитили», затем СССР пригрозил бойкотом Олимпийских игр в случае невозвращения Немцанова.
C юридической точки зрения слабым местом в вопросе предоставления политического убежища был возраст Сергея — на момент обращения ему не исполнилось 18 лет. Данное обстоятельство позволило советскому МИДу опротестовать решение канадских властей. На встрече с Немцановым, организованной по требованию советской стороны, Сергей постоянно повторял: «Я выбрал свободу, я выбрал свободу».
Несколько позднее Сергею советскими представителями была передана магнитофонная запись с просьбами его бабушки не бросать её одну и скорее возвращаться. После некоторых колебаний Сергей принял решение отказаться от убежища и вернуться в СССР. Позднее он назвал мотивом данного решения любовь к бабушке, которая пересилила и страх, и чувства к Кэрол Линднер.
По воспоминаниям советского политического деятеля Александра Яковлева, в 1976 году занимавшего должность посла СССР в Канаде, решение о возвращении Немцанова решалось на самом верху через дипломатические каналы. Канадские власти поставили условие — по возвращении домой к Сергею не должны были быть применены какие-либо репрессии.

### Продолжение карьеры и жизнь после спорта
Спортивные функционеры сдержали данное властям Канады обещание — по возвращении в СССР Сергей Немцанов окончил институт, в 1979 году стал чемпионом СССР по прыжкам с 10-метровой вышки.
Был участником Олимпийских игр в Москве в 1980 году, где занял 7-е место. Однако к участию в зарубежных международных соревнованиях Немцанов более не допускался, и в скором времени карьера спортсмена была закончена.
В 1982 году Немцанов вернулся в Алма-Ату, где женился, в браке появился сын Денис (род. 1 ноября 1982 года). Вскоре после рождения сына Сергей в обход действовавших тогда законов был призван в Советскую армию, причём проходил службу не в спортивной роте СКА, а в обычной удалённой воинской части под Семипалатинском.
По окончании воинской службы Сергей развёлся, начал злоупотреблять спиртными напитками и имел проблемы с законом. Позднее открыл в Алма-Ате авторемонтную мастерскую и женился во второй раз. Когда сын вырос, он уехал на обучение в США, куда позже перебрался и отец со второй женой. Жил в Атланте, занимался ремонтом автомобилей. Денис пошёл по стопам отца, став в США прыгуном в воду.